# Joe O'Brien (homme politique)
Joe O'Brien, né à Cork, est un homme politique irlandais, membre du Parti vert (GP). 
De 2020 à 2025, il est secrétaire d'État.
Il est Teachta Dála (TD) pour la circonscription de Dublin Fingal depuis 2019,.

## Jeunesse
O'Brien est né à Cork, mais est originaire de Grenagh, dans le comté de Cork. O'Brien est diplômé de l'University College Cork avec un diplôme en français et en économie. Après ses études, il déménage à Dublin, où il devient un défenseur de l'inclusion et des droits des migrants. Il travaille pour l'Immigrant Council of Ireland ainsi que pour Crosscare, l'un des plus grands fournisseurs de services aux sans-abri de la ville de Dublin. En 2022, O'Brien vit à Skerries avec sa femme et ses trois enfants.
En tant qu'observateur du Programme d'accompagnement œcuménique en Palestine et en Israël (EAPPI), un programme international coordonné par le Conseil œcuménique des Églises, O'Brien travaille dans la région de Bethléem pendant trois mois en 2009. Il y surveille les points de contrôle des Forces de défense israéliennes et soutient les groupes pacifistes palestiniens et israéliens locaux. Dans une présentation au Comité mixte de l'Oireachtas sur les affaires étrangères et le commerce en 2012, il expose la position de l'EAPPI en faveur d'une interdiction de la vente de produits israéliens fabriqués dans les territoires palestiniens occupés.

## Carrière politique
O'Brien est membre du conseil du comté de Fingal de mai 2019 à novembre 2019, représentant la zone électorale locale de Balbriggan.
Il est élu au Dáil lors d'une élection partielle en novembre 2019,,.
Il conserve son siège aux élections générales de 2020,.
À la suite de la formation d'un gouvernement de coalition fin juin 2020, O'Brien est nommé ministre d'État au ministère du Développement rural et communautaire et au ministère de la Protection sociale avec une responsabilité particulière pour le développement communautaire et les œuvres caritatives,,,.
En juillet 2020, O'Brien s'abstient de voter pour le projet de loi du gouvernement sur la location résidentielle et l'évaluation et est sanctionné par le chef du Parti vert Eamon Ryan en se voyant retirer son droit de parole pendant deux mois,.
En décembre 2022, il est reconduit au même poste, ainsi que comme ministre d'État au ministère de l'Enfance, de l'Égalité, du Handicap, de l'Intégration et de la Jeunesse avec une responsabilité particulière pour l'intégration à la suite de la nomination de Leo Varadkar au poste de Taoiseach.